# 荆轲

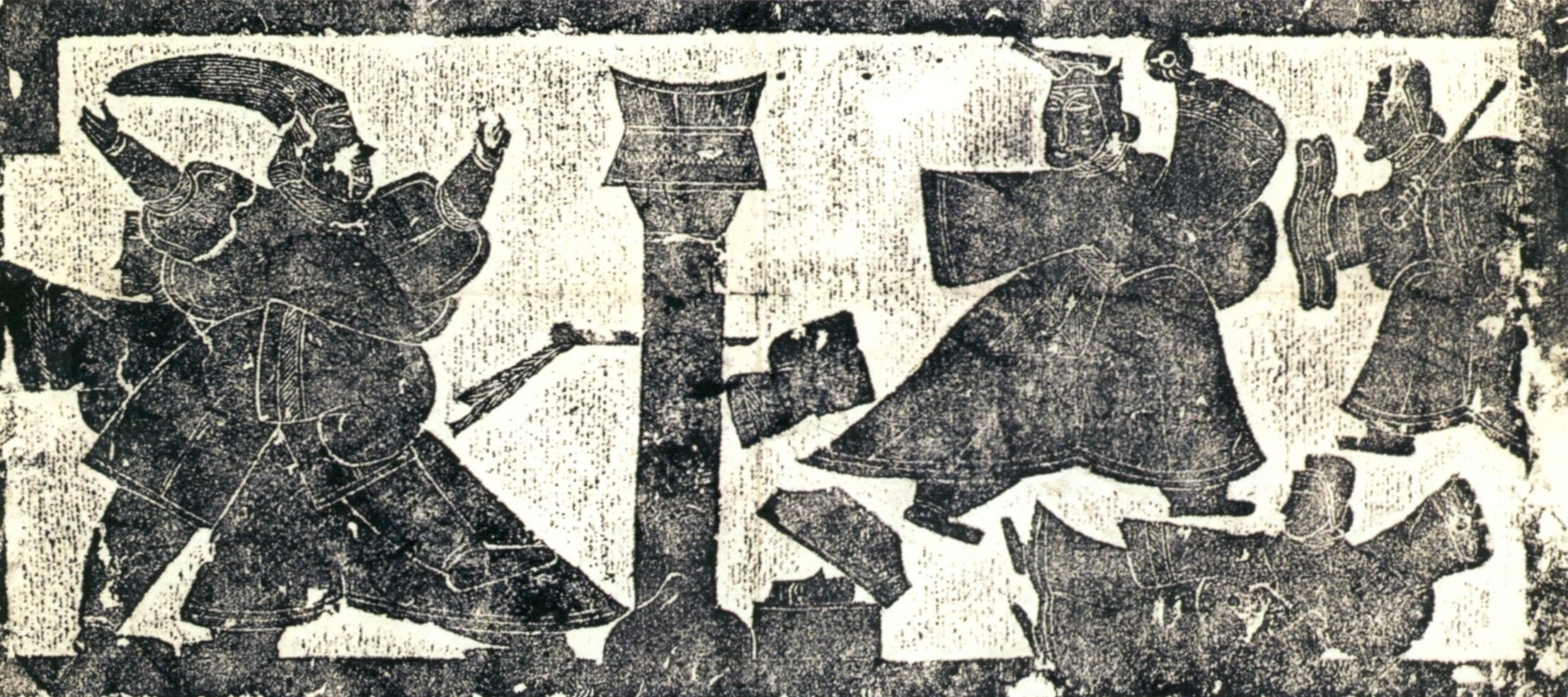
荆轲刺秦王画像石

荆轲（？—前227年），战国末期衛国人，著名刺客。也称庆卿、荆卿、庆轲。受燕太子丹之托入刺秦王政，失败被杀。荊軻其人典故被收錄在司馬遷《史記·卷八十六·刺客列傳·第二十六》之中，「圖窮匕見」的典故即來自此。

## 生平

### 早年
傳說荊軻本是齊國慶氏的後裔，後遷居衛國，始改姓荊。荊軻喜讀書擊劍，曾遊說衛元君，不為所用。後遊歷天下，與四方名士豪傑交往。曾經在榆次和蓋聶論劍，話不投機，蓋聶怒目而視，二人不歡而散。又在邯鄲和魯勾踐爭道，魯勾踐怒斥他，他默默離開。又到燕國，和當地的狗屠夫及擅長擊筑的高漸離結交，成為知己。荊軻嗜酒，每天和高漸離在街市中喝酒，酒酣之時，高漸離擊筑，荊軻唱歌，唱著就哭了起來，認為天下沒有知己。燕國遊俠田光也結識荊軻，認為他不是平常人。

### 受太子丹礼遇
时秦王政即将伐燕，燕太子丹和田光商議抗秦。田光推说自己年老，不能成大事，並向太子丹推荐荆轲，田光離開之前，太子丹對他說：“我與你談的是極為機密的計劃，你千萬別傳揚出去。”田光找到荊軻，对荆轲说了把他向太子推荐的事后，就說：“太子既然對我不放心，就表示我不是一個被太子所信任的俠義之人，你趕緊去見太子，並告訴太子，田光已死，表明我絕不會洩漏機密。”語畢，自刎而亡。於是，荆轲急见太子丹，太子丹知田光已死，痛哭不已。对荆轲说：“现在秦国吞并土地，欲望没有止境。不到吞并天下所有的土地使海内所有的诸侯称臣的地步，它就不停止侵略。现在秦已灭韩国，吞并其領地。又出兵南伐楚，北攻赵。王翦带兵數十万攻漳、邺，李信攻打太原、云中。赵国不能抵抗，一定会投降，那么接下来就轮到燕国了。燕国弱小，无法抵抗秦国。诸侯惧怕秦国，不敢合纵。我有一計，派勇士出使秦国，以重利诱之。秦王贪婪，一定想得到利益。这时就劫持他，使他归还所侵占的诸侯土地，就像以前曹沫对齐桓公所作的一样。这样最好不过，如果不行，就杀了他。秦国一时无主，一定内乱。这时诸侯合纵，一定能打败秦国。但我不知派谁合适，请荆卿为我留意。”荆轲想了很久：“这是国家大事，我才能低下，恐不足以胜任。”太子急忙磕头，再三请求。荆轲于是答应，太子尊荆轲为上卿，安排他住最好的屋子，每天问安，供應太牢具（牛、羊、豕三牲具备）等級的美食，车马美女随他享受。
太子丹與荊軻商議行刺秦王政，必須先取悅他而接近他，如果獻上燕国督亢的地圖，秦王政一定樂於接見。太子丹曾在秦國做過人質，知秦王疑心重，連殿前武士都不准攜帶刀劍，外國使節晉見更不得配劍，所以要將匕首藏在地圖內，在替秦王展示地圖，秦王專心聆聽簡報時，趁機行刺，若未刺及秦王的要害則使其不會斃命，因此在匕首上淬上劇毒，只要划破秦王身體的任何部位，都會毒發身亡。於是荊軻去趙國的榆次找到鑄劍名匠徐夫人（男，姓徐，名夫人），鑄造淬有劇毒的匕首，可以見血封喉。
後來荆轲對太子丹说：“只憑一張燕国督亢的地圖，未必能取信秦王政，一定還要有一信物。从秦国逃来的樊於期将军，秦王悬赏金千斤邑万家来要他的首级。如果用樊将军的首级和燕国督亢的地圖献给秦王，秦王一定会接见我，这是我就可以报答您了。”太子丹驚訝地说：“樊将军在穷途末路的时候来投奔我，我不能這樣背信忘義的杀他，请您另想办法。”
荆轲知道太子不忍心，就私下见樊於期，说：“秦国迫害将军也太厉害了，父母宗族都被杀了，又悬赏金千斤邑万家来要你的首级，将军怎么办？”樊於期说：“每次我想到这事，就恨透了秦王，但实在想不出什么好办法。”荆轲说：“现在有一条计策可以解燕国的忧患，报将军的仇，怎么样？”樊於期问何計？荆轲说：“希望得到将军的項上人頭献给秦王，秦王一定开心地来接见我，这时我左手抓住他的袖子，右手用匕首刺进他的胸膛，将军觉得怎么样？”樊於期知能报仇，毅然自刎。太子听说这事，急忙赶来，伏尸痛哭，用匣子盛其首級並貼上封條。
燕国有勇士秦舞阳，人们都不敢正眼看他。秦舞阳被指定担任荆轲的副手。过了很久，荆轲仍遲遲未行。太子丹以为荆轲反悔了，就说：“荆卿难道有别的想法吗？我请求让秦舞阳先去秦国吧。”荆轲大怒，斥责太子道：“太子为何心急？我之所以留下，是想等我的朋友一起。既然太子催促，那我们现在就走吧。”
不久荆轲與秦舞阳出发前去秦国。太子和宾客都穿白衣在易水北岸送別荆轲。在易水边，祭过道路之神，就要上路了。高渐离击筑，荆轲和着用变徵调唱歌：“风萧萧兮易水寒，壮士一去兮不复还。”用来又用羽声歌唱，史書上說，高漸離擊筑，荊軻唱得太悲壯了，以至於聽者嗔目，髮盡上指。

### 行刺秦王

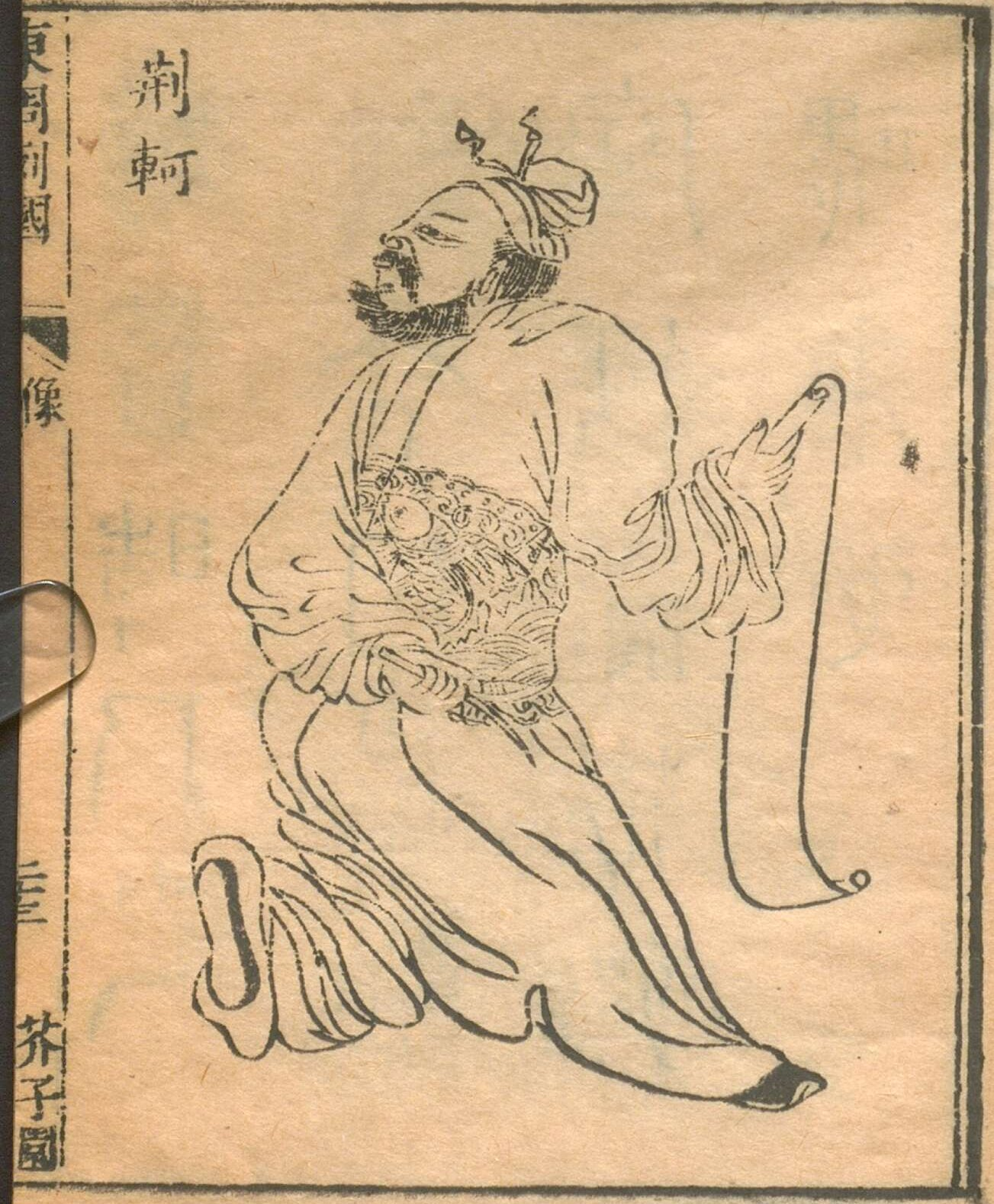
荊軻

荆轲到了秦国后，重赂秦王宠臣中庶子蒙嘉。蒙嘉先对秦王说：「燕王非常惧怕大王您，不敢带兵抵抗，愿意带领整个国家投降，做个郡县的小吏，可以奉守先王的宗庙。恐惧到自己不能说，谨派使者带樊於期的头和燕国督亢的地图献上。」秦王大喜，就穿朝服，设九宾，来接见燕国的使者。荆轲手捧装樊於期的头的匣子，秦舞阳手捧地图跟在后面。到了殿上，秦舞陽的脸色忽然变得很恐惧，群臣感到奇怪。荆轲回头看了下秦舞阳，笑着说：「北方蛮夷小人，没有见过天子的威严，所以恐惧。请大王原谅。」秦王对荆轲说：「把秦舞阳拿的地图拿来。」
荆轲上前献图，秦王打开地图，图穷而匕显。荆轲随即左手抓住秦王袖子，右手抓起匕首刺秦王。秦王大惊，挣断衣袖站起来，荆轲紧追秦王。秦王绕着柱子逃跑，想要拔剑却因剑身太长拔不出来。大臣们都手无寸铁惊慌失措，武士都在殿下，没有诏谕不能上殿。这时侍医夏无且把一个随身药囊向荆轲扔去，逼得荆轲伸手格挡，慢了一下。这时群臣一齐喊：「大王背剑。」秦王趁这时把剑转到背后拔出，回头砍断荆轲的左腿。荆轲倒地，将匕首扔向秦王，没有刺中，只刺中铜柱。秦王向荆轲连砍八剑，荆轲自知失败，靠在柱上笑着对秦王说：「我之所以没有成功，是因为想生擒你，迫使你把诸侯的土地归还。」武士冲上殿来，杀掉荆轲。秦王半晌没有回过神来。

## 后世评价
荆轲在后世一直是作为反抗强暴的壯士形象出现的，后人多有吟咏。
东晋陶渊明有《咏荆轲》：
燕丹善养士，志在报强嬴。

招集百夫良，岁暮得荆卿。

君子死知己，提剑出燕京；

素骥鸣广陌，慷慨送我行。

雄发指危冠，猛气冲长缨。

饮饯易水上，四座列群英。

渐离击悲筑，宋意唱高声。

萧萧哀风逝，淡淡寒波生。

商音更流涕，羽奏壮士惊。

心知去不归，且有后世名。

登车何时顾，飞盖入秦庭。

凌厉越万里，逶迤过千城。

图穷事自至，豪主正怔营。

惜哉剑术疏，奇功遂不成。

其人虽已没，千载有余情。
唐骆宾王有《于易水送人》：
此地别燕丹，

壮士髮冲冠。

昔时人已没，

今日水犹寒。
唐沈佺期有《入卫作》：
淇上风日好，纷纷沿岸多。

绿芳幸未歇，泛滥此明波。

采蘩忆幽吹，理棹想荆歌。

郁然怀君子，浩旷将如何。
现代阿垅有《念奴娇  咏荆轲》：
轲今去矣，便悲歌为别，风寒天冻。

不杀秦皇当杀我，拔剑豪情骄纵。

太子人来，将军头在，肝胆吾侪重。

指心而誓，男儿不死何用？

慷慨纳器图中，搴裳殿上，谈笑兼人勇。

刀戟森森光不定，大步而前无恐。

气压千军，功亏一击，不中犹如中。

锋芒深着，秦廷震震摇动。
1990年中華電視台八點檔國語連續劇《六壯士之易水寒》主題曲，詞曲靳鐵章：
淡淡的對我說聲再見，看那江水悠悠流；

聽那北風低聲唱，壯士別了。

猛抬頭望那千古白雲，多少英雄豪傑；

不以成敗論英雄，且仰天長嘯。

縱然一去不歸，縱然一去不回。

你那高亢歌聲依舊，而我淚已流；

瀟灑的笑聲，千古長留。

剎那的絢爛，終歸於寧靜；

短促的生命，貴在永恆。

縱然一去不歸，縱然一去不回。
然而宋朝司馬光則不認為荊軻刺秦王是義舉（前文提及治國應舉，見連結）：
荊軻懷其豢養之私，不顧七族，欲以尺八匕首強燕而弱秦，不亦愚乎！故揚子論之，以要離為蛛蝥之靡，聶政為壯士之靡，荊軻為刺客之靡，皆不可謂之義。又曰：「荊軻，君子盜諸！」善哉！（此文收錄於資治通鑑，俱有政治眼光，影射新黨王安石等人）

## 相关娛樂作品
电影
- 《荆轲刺秦王》

電子遊戲
- 《Fate/Grand Order》
- 《忘川風華錄》

电视剧
- 秦始皇 (香港電視劇) 1986年
  - 劉松仁 饰 荆轲
- 《刺客列传》1990年
- 《火烧阿房宫》1996年  
  - 罗飞宇 饰 荆轲、导演：李翰祥
- 《荆轲传奇》
- 《大刺客》

秦時麗人明月心
喜剧小品
- 《荆轲刺秦》（2012年央视春晚）

有聲書
- 《秦時明月_第一部 荊軻外傳》

## 延伸阅读
[在维基数据编辑]
 《刺客列傳》，出自司馬遷《史記》
 在维基共享资源阅览影像